# Zorge
Zorge je menší řeka, levostranný přítok řeky Helme, protékající územím spolkových zemí Dolní Sasko a Durynsko. Délka toku činí 40 km. Plocha povodí měří 357 km².

## Průběh toku
Řeka pramení v jižní části pohoří Harz v Dolním Sasku. Teče převážně jihovýchodním směrem. Protéká obcí Zorge, dále městy Ellrich a Nordhausen. Ústí zleva do Helme severovýchodně od Heringenu.

### Větší přítoky
- pravé – Wieda

## Vodní režim
Průměrný průtok u ústí činí 4,2 m³/s.
Hlásný profil:
| místo      | říční km | plocha povodí | průměrný průtok (Qa) | maximální průtok |
| ---------- | -------- | ------------- | -------------------- | ---------------- |
| Nordhausen | 11,0     | 303,6 km²     | 3,54 m³/s            | 95,1 m³/s        |